# Kalendarium powstania warszawskiego – 3 września

## 3 września, niedziela
Ataki niemieckie na Powiśle, celem oskrzydlenia miasta. Nacierają oddziały niemieckie, które dzień wcześniej zakończyły walkę o Stare Miasto. Nasilenie walk na Śródmieściu – zmasowane ostrzeliwanie tej dzielnicy przez artylerię i Luftwaffe.
Ukazuje się komunikat Deutsche Nachrichtenbüro oficjalnie uznający prawa kombatanckie żołnierzy Armii Krajowej.
Jeden z kolejnych apeli, tym razem katolickiego arcybiskupa Sydney – Normana Gilroya o pamięć o sprzymierzeńcu, który wycierpiał najwięcej – o Polsce.
Tego dnia zginął dowódca plutonu w „Koszcie” Roman Rozmiłowski.
Krótko po północy wydzielony oddział z Grupy „Kampinos” dowodzony przez por. Adolfa Pilcha ps. „Dolina” przeprowadził zaskakujący wypad na pododdziały kolaboracyjnej Brygady Szturmowej SS RONA kwaterujące we wsi Truskaw. Za cenę utraty 10 zabitych i 10 rannych niewielki oddział „Doliny” całkowicie rozbił dwa bataliony nieprzyjaciela, zdobywając przy tym duże ilości broni i amunicji (w tym działo kal. 75 mm). Polscy żołnierze zabili od 91 do 250 ronowców, a także zniszczyli od kilku do kilkunastu dział oraz blisko 30 wozów z amunicją.